# Hodh El Gharbi
Hodh El Gharbi is een zuidelijk gelegen regio van Mauritanië. De regio meet 53.400 vierkante kilometer en telde in 2005 een kleine 240.000 inwoners. De regionale hoofdstad is Aioun el Atrouss.

## Grenzen
Als zuidelijke regio grenst Hodh El Gharbi aan een buurland van Mauritanië:
- De regio Kayes van Mali ten zuiden.

Verder grenst de regio aan drie buurregio's:
- Tagant ten noorden.
- Hodh Ech Chargui ten oosten.
- Assaba ten westen.

## Districten
De regio is verdeeld in vier departementen:
- Aïoun
- Kobenni
- Tamchakett
- Tintane

Adrar · Assaba · Brakna · Dakhlet Nouadhibou · Gorgol · Guidimakha · Hodh Ech Chargui · Inchiri · Nouakchott · Tagant · Tiris Zemmour · Trarza · Nouakchott (district)